# Marc Duili (tribú de la plebs 471 aC)
Marc Duili (en llatí: Marcus Duilius) va ser tribú de la plebs l'any 471 aC quan per primer cops els tribuns es van elegir als comicis tribunats.
L'any següent, el 470 aC Duili i el seu col·lega Gai Sicini van convocar a Appi Claudi Sabí, cònsol de l'any anterior, davant l'assemblea del poble, per la violenta oposició que havia fet de la llei agrària d'Espuri Cassi. Vint-i-dos anys més tard, el 449 aC quan el poble es va aixecar contra la tirania dels decemvirs, es va distingir com un dels caps dels plebeus, i va aconsellar que es retiressin de l'Aventí i anessin al Mont Sagrat. Quan els decemvirs van dimitir, els plebeus van tornar a l'Aventí i Marc Duili i Gai Sicini van tornar a ser investits tribuns.
Duili va proposar una rogatio, que va ser immediatament aprovada, demanant que es tornessin a elegir els cònsols, com es feia abans, i que es fes pública la resolució. A continuació va fer aprovar una altra llei mitjançant un plebiscit, que qui volgués eliminar el càrrec de tribú de la plebs, o intentés nomenar algun magistrat sense convocar eleccions, havia de ser assotat i mort.
Marc Duili va ser un gran defensor dels plebeus, i va actuar amb moderació i saviesa en aquell període turbulent. Va aconseguir mantenir els dirigents dels plebeus dins d'un clima de diàleg amb els patricis, i quan els tribuns van voler portar la venjança fins al límit després d'haver fet dimitir els decemvirs, va declarar que ja hi havia hagut prou càstigs aquell any, i que no permetria cap més acusació ni empresonament. Això va tranquil·litzar els ànims dels patricis. Quan a l'any següent es van fer noves eleccions a tribú de la plebs, els antics tribuns es van posar d'acord per seguir un any més, però Duili, que presidia els comicis, es va negar a rebre els vots dels seus col·legues, que, complint la llei, van renunciar als seus càrrecs. Ell mateix, quan van ser elegits nous tribuns, va renunciar al seu càrrec i es va retirar a casa seva.